# Halton—Peel
Pour les articles homonymes, voir Halton et Peel.
Halton—Peel fut une circonscription électorale fédérale de l'Ontario, représentée de 1988 à 1997.
La circonscription d'Halton—Peel a été créée en 1987 avec des parties de Brampton—Georgetown, Halton et de York—Peel. Abolie en 1996, elle fut redistribuée parmi Burlington, Dufferin—Peel—Wellington—Grey et Halton.

## Géographie
En 1987, la circonscription d'Halton—Peel comprenait :
- Une partie de la municipalité régionale d'Halton
  - Une partie de la cité de Burlington
  - La ville d'Halton Hills
  - Une partie de la ville de Milton
- Une partie de la municipalité régionale de Peel, incluant Caledon

## Députés
| Législature                                                            | Années    | Député | Député       | Parti                     |
| ---------------------------------------------------------------------- | --------- | ------ | ------------ | ------------------------- |
| Halton—Peel issue de Brampton—Georgetown, Halton et York—Peel          |           |        |              |                           |
| 34e                                                                    | 1988–1993 |        | Garth Turner | Progressiste-conservateur |
| 35e                                                                    | 1993–1997 |        | Julian Reed  | Libéral                   |
| Redistribuée parmi Burlington, Dufferin—Peel—Wellington—Grey et Halton |           |        |              |                           |